# Call of Duty: WWII
Call of Duty: WWII is een first-person shooter ontwikkeld door Sledgehammer Games. Het spel wordt uitgegeven door Activision en is op 3 november 2017 uitgebracht voor Microsoft Windows, de PlayStation 4 en de Xbox One.
Op 26 april was een live-uitzending waar het spel voor het eerst werd gepresenteerd.

## Spel
Call of Duty: WWII gaat terug naar de oorsprong van de franchise waarin de setting van het spel zich afspeelt in de Tweede Wereldoorlog. In het spel volgt de speler de veldslagen die de geallieerden uitvochten in West-Europa, waaronder ook de Slag bij Normandië en de Slag om de Ardennen. Het spel draait om de broederschap die ontstond tussen de soldaten in de oorlog.

## Campaign
Operaties:
- Operatie Overlord (D-Day)
- Operatie Cobra
- Zak van Falaise
- Bevrijding van Parijs
- Slag om Aken
- Slag om het Hürtgenwald
- Slag om de Ardennen
- Slag om Remagen

Missies:
- D-day
- Operatie Overlord
- Stronghold
- S.O.E.
- Liberation
- Collateral Damage
- Death Factory
- Hill 493
- Battle of the Bulge
- Ambush
- The Rhine
- Epilogue

## Rolverdeling
| Acteur             | Personage                |
| ------------------ | ------------------------ |
| Brett Zimmerman    | Ronald "Red" Daniels     |
| Jonathan Tucker    | Robert Zussman           |
| Kevin Coubal       | Drew Stiles              |
| Jeff Schine        | Frank Aiello             |
| Josh Duhamel       | William Pierson          |
| Jeffrey Pierce     | Joseph Turner            |
| Russell Richardson | Howard                   |
| Matt Riedy         | Davis                    |
| Bella Dayne        | Camille "Rousseau" Denis |
| David Alpay        | Arthur Crowley           |
| Christian Lanz     | Augustine Perez          |
| Hellen Sadler      | Vivian Harris            |